# 吉田製作所
株式会社吉田製作所（よしだせいさくしょ）は、歯科医療向け機器の製造販売会社である。東京都墨田区江東橋に本社を置く。

## 概要
1906年11月に創業し、エアタービン、X線撮影装置など歯科医療機器を開発、製造している。

## 沿革
- 1906年 - 山中卯八が28歳で開業。
- 1923年 - 関東大震災で被災して新工場設立。
- 1930年 - 吉田鉄工所を吉田製作所へ改称。
- 1937年 - 業界初の総合カタログを発行。
- 1945年 - 東京大空襲で工場を焼失し、終戦後に川口工場を開設。
- 1969年 - 吉田精工株式会社設立。
- 1981年 - 株式会社吉田製作所茨城工場を開設。
- 1997年 - クロスフィールド株式会社設立。
- 2000年 - クロステック株式会社設立。
- 2001年 - 株式会社エム・ディ・ヨシダを株式会社エム・ディ・インスツルメンツへ改称。
- 2006年 - 吉田製作所創業100周年。
- 2008年 - 吉田製作所がデザインエクセレントカンパニー賞を受賞。
- 2011年 - 株式会社ヨシダ50周年。
- 2012年 - 吉田製作所が茨城にMMC（マザーマニファクチャーセンター）を開設。